# Daniel Lyons
Daniel Kevin Lyons (8 de marzo de 1958) es un deportista estadounidense que compitió en remo. Ganó tres medallas en el Campeonato Mundial de Remo entre los años 1981 y 1987.

## Palmarés internacional
| Campeonato Mundial | Campeonato Mundial       | Campeonato Mundial | Campeonato Mundial |
| Año                | Lugar                    | Medalla            | Prueba             |
| ------------------ | ------------------------ | ------------------ | ------------------ |
| 1981               | Múnich (RFA)             | Medalla de bronce  | Ocho con timonel   |
| 1986               | Nottingham (Reino Unido) | Medalla de oro     | Cuatro sin timonel |
| 1987               | Copenhague (Dinamarca)   | Medalla de bronce  | Cuatro sin timonel |